# Lukavec Klanječki
Lukavec Klanječki – wieś w Chorwacji, w żupanii krapińsko-zagorskiej, w gminie Kraljevec na Sutli. W 2011 roku liczyła 63 mieszkańców.